# NK Korotan Prevalje
Maillots
Le NK Korotan Prevalje est un club de football slovène basé à Prevalje fondé en 1933.

## Historique
Le NK Korotar Suvel est fondé en 1933. Il dispute sa première saison de première division du Championnat de Slovénie en 1994-1995. Le club change de nom à deux reprises en 1995, en devenant le NK Nova Oprema puis le NK MAG Korotan. Il est renommé en NK Korotan Prevalje en 1997.
La saison 1999-2000 est la meilleure saison du club : il participe pour la première fois à une compétition européenne lors de la Coupe Intertoto 1999 ; le NK Korotan est éliminé par le club suisse du FC Bâle au premier tour. De plus, l'équipe obtient la quatrième place du championnat et atteint la finale de la Coupe de Slovénie. En 2003, le NK Korotan termine douzième du championnat et est relégué en deuxième division.

## Palmarès
- Coupe de Slovénie de football
  - Finaliste : 2000

## Anciens joueurs
- Alfred Jermaniš
- Senad Tiganj
- Lucian Popescu